# Fjärde koalitionskriget
Fjärde koalitionskriget var ett krig som utspelades 1806–1807 där fjärde koalitionen besegrades av Napoleons franska kejsardöme. Koalitionspartners inkluderade Preussen, Ryssland, Sachsen, Sverige och Storbritannien.

## Bakgrund
Många medlemmar i koalitionen hade tidigare stridit mot Frankrike som en del av tredje koalitionen och det fanns ingen mellanliggande period av allmän fred. År 1806 anslöt sig Preussen till en förnyad koalition som fruktade ökningen av den franska makten efter Österrikes nederlag och inrättandet av det franskledda Rhenförbundet. Preussen och Ryssland mobiliserade för ett nytt fälttåg mot fransmännen. De preussiska trupper samlades i Sachsen.

## Kriget
Napoleon besegrade preussarna i ett snabbt fälttåg som kulminerade i slaget vid Jena-Auerstedt den 14 oktober 1806. Franska styrkor under Napoleon ockuperade därefter Preussen, förföljde resterna av den krossade preussiska armén och erövrade den preussiska huvudstaden Berlin den 25 oktober 1806. Fransmännen avancerade sedan hela vägen till Ostpreussen, Polen och det ryska gränsområdet, där de utkämpade en resultatlös strid mot ryssarna i Eylau den 7-8 februari 1807. Napoleons avancemang vid det ryska gränsområdet fick göra halt en kort tid under våren när hans armé återhämtade sig. Ryska styrkor krossades slutligen av fransmännen i Friedland den 14 juni 1807 och tre dagar senare bad Ryssland om vapenvila. I freden i Tilsit i juli 1807 slöt Frankrike fred med Ryssland som gick med på att ansluta sig till kontinentalsystemet. Freden var särskilt svår för Preussen då Napoleon lade under sig stora delar av Preussens landsområden längs nedre Rhen väster om Elbe och det område som kontrollerades av Preussen som historiskt varit en del av det tidigare Polsk-litauiska samväldet. Dessa förvärv inkorporerades i Napoleons bror Jérôme Bonapartes nya Kungariket Westfalen och i det nyetablerade Hertigdömet Warszawa (styrt av Napoleons nya allierade, kungen av Sachsen). I slutet av kriget var Napoleon härskare över nästan hela västra och centrala kontinentala Europa, med undantag för delar av Spanien, Portugal, Österrike och flera mindre stater.